# باب الصبة (سور جدة)
باب الصبة أحد أبواب سور جدة الثمانية، يقع باب مكة في منطقة جدة التاريخية وسط مدينة جدة غرب المملكة العربية السعودية، يعد باب الصبة ثاني بوابات السور الغربية ومن أهمها، موقعه هو مدخل سوق البنط (برحة مسجد عكاش) من ناحية ساحة البنط غربا (حاليا بين عمارتي الأمير منصور التي أزيلت إحداهما مؤخرا) .
سمي باب الصبة بهدا الاسم لأن الحبوب المستوردة كانت تصب عنده، حيث تنقي وتوضع في أكياس تم توزن بواسطة القباني تمهيدا لنقلها لمستودعات التجار، وترجع أهمية باب الصبة في وقته من أنه كان محاطا بعدة إدارات حكومية هامة، فعلى يمينه يفع مبنى البلدية، وعن يساره تقع إدارتي البريد والبرق ومخفر للشرطة، ومن أعلاه تقع المحكمة.

## وصلات خارجية
- صورة لباب الصبة